# Connor Jessup

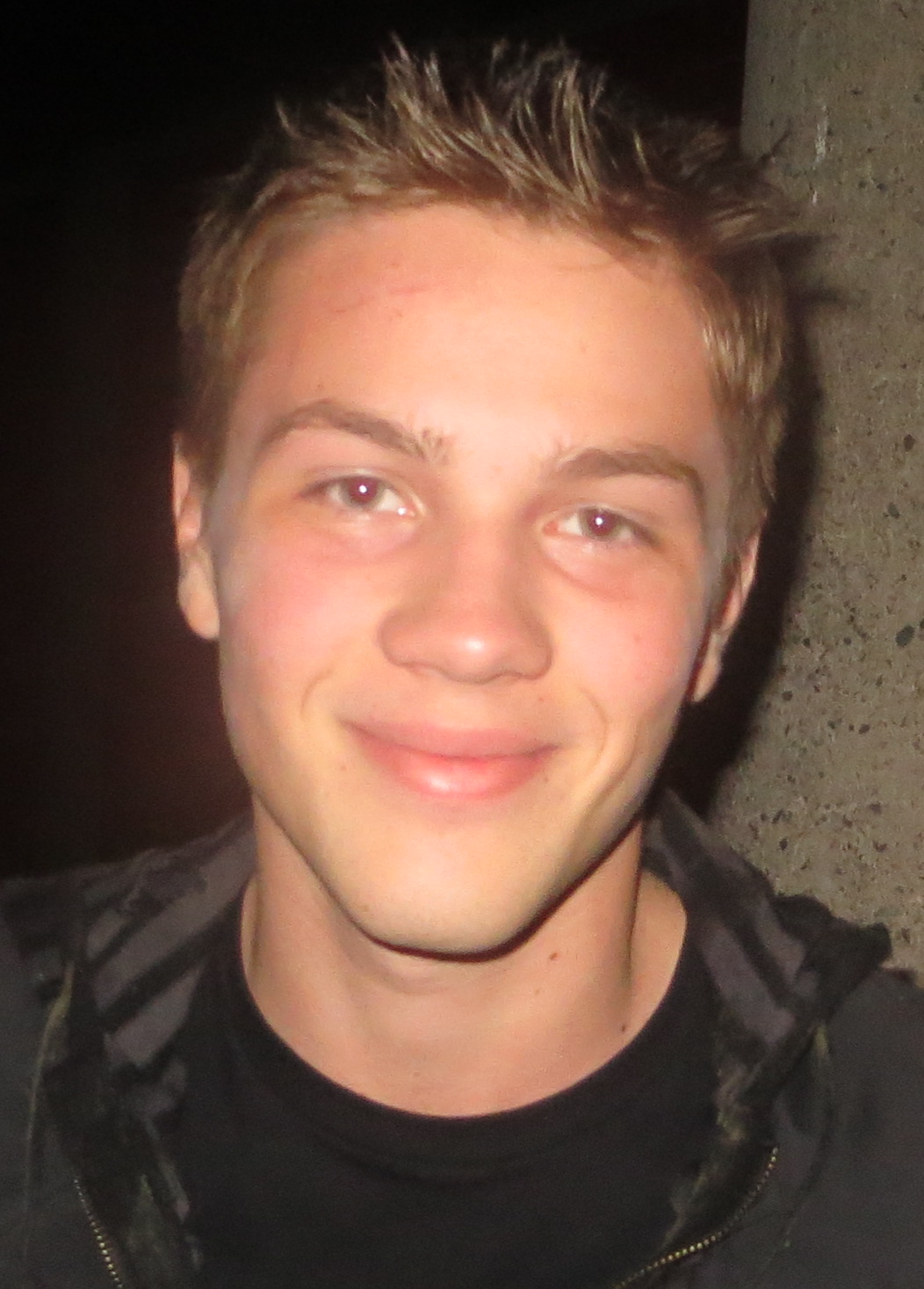
Connor Jessup (2013)

Connor Jessup (* 23. Juni 1994 in Toronto, Ontario, Kanada) ist ein kanadischer Schauspieler.

## Leben und Karriere
Nachdem Jessup von 2007 bis 2010 in drei Serien mitspielte, bekam er 2011 eine Hauptrolle in der Steven-Spielberg-Serie Falling Skies als Ben Mason. Hier war er bis 2015 zu sehen. Sein Spielfilmdebüt gab er 2012 in Blackbird. 2016 war er für zwei Staffeln Teil des Serienensembles von American Crime. In der zweiten Staffel dieser Serie wie auch im Film Blackbird spielt er einen Jugendlichen, der von seinen Mitschülern gemobbt wird. Seit 2020 spielt er in der Netflix-Serie Locke & Key eine der Hauptrollen, Tyler Locke.
Im Juni 2019 outete sich Jessup öffentlich als schwul. Im Februar 2020 machten er und der Schauspieler Miles Heizer ihre Beziehung bekannt.

## Filmografie (Auswahl)

### Filme
- 2012: Blackbird
- 2013: Skating to New York
- 2015: Closet Monster
- 2019: Strange But True
- 2019: Clifton Hill
- 2024: Julian and the Wind (Kurzfilm, Regie und Drehbuch)

### Serien
- 2008–2009: Der Sattelclub (The Saddle Club, 27 Episoden)
- 2011–2015: Falling Skies (49 Episoden)
- 2016–2017: American Crime (14 Episoden)
- 2020–2022: Locke & Key